# Distrikt Agago
Agago ist ein Distrikt in Norduganda in Ostafrika. Die Hauptstadt des Distrikts ist Agago.

## Lage
Der Distrikt Agago grenzt im Norden an den Distrikt Kitgum, im Nordosten an den Distrikt Kotido, im Osten an den Distrikt Abim, im Süden an den Distrikt Otuke und im Westen an den Distrikt Pader.

## Geschichte
Der Distrikt entstand 2010 aus Teilen des Distrikt Pader.

## Demografie
Die Bevölkerungszahl wird für 2020 auf 251.200 geschätzt. Davon lebten im selben Jahr 84,1 Prozent in städtischen Regionen und 15,9 Prozent in ländlichen Regionen.
| Zensusjahr | Einwohnerzahl |
| ---------- | ------------- |
| 1991       | 100.659       |
| 2002       | 184.018       |
| 2014       | 227.792       |

## Wirtschaft
Die Landwirtschaft mit Schwerpunkt auf Nahrungspflanzen ist das Rückgrat der lokalen Wirtschaft.